# Al-Kamaliyah
Al-Kamaliyah est un quartier résidentiel du district d'Al-Fadhiliya n°16 du district de Nouveau Bagdad, du district d'Al-Rusafa, à l'est de la ville de Bagdad . Sa superficie est de 8 kilomètres et 200 mètres carrés  La distance entre Al-Kamaliyah et le centre de la capitale, Bagdad, est de 18 kilomètres, et son emplacement est sur l'ancienne route entre In Bagdad et Bakouba . Les logements ont commencé en 1958 apr. J.-C., lorsque des familles aisées ont acheté les terrains de la région. terres de leurs propriétaires, pour un petit prix, un demi -dinar par mètre carré. La zone doit son nom à son propriétaire, Ali Kamal, qui était l'un des principaux propriétaires fonciers à l'époque royale irakienne C'est une zone urbaine avec un bon niveau urbain.